# Chlorochrysa calliparaea
La tangara o tangará orejinaranja (en Ecuador y Colombia) (Chlorochrysa calliparaea), también denominada tángara orejianaranjada (en Venezuela) o tangara de oreja naranja (en Perú), es una especie de ave paseriforme de la familia Thraupidae, perteneciente al  género Chlorochrysa. Algunos autores sostienen que la subespecie C. calliparaea fulgentissima es una especie separada de la presente. Es nativa de regiones andinas del noroeste y oeste de América del Sur.

## Distribución y hábitat
Se distribuye de forma disjunta y local por la cordillera de los Andes, del oeste de Venezuela (Barinas), por la pendiente occidental de los Andes orientales de Colombia en Cundinamarca, y desde el suroeste de Colombia (Huila) hacia el sur, por la pendiente oriental el este de Ecuador, este de Perú, hasta el oeste de Bolivia (Cochabamba).
Esta especie es generalmente común en sus hábitats naturales: los bosques húmedos de montaña y sus bordes, abundantes en musgos y clareras adyacentes, principalmente entre los 1000 y 1700 m de altitud.

## Descripción
Alcanza aproximadamente 12,7 cm de longitud y pesa en promedio 17 g. El plumaje es predominantemente verde esmeralda metálico brillante. Presenta un punto anaranjado en la corona, una mancha color naranja quemado a anaranjado rojizo a cada lado del cuello, una banda de color rufo  a anaranjado en la grupa y algunas plumas con base negra en el cuerpo que le dan un aspecto moteado; las plumas verdes se hacen azules en las partes bajas; puede epresentar un parche negro en la garganta. Las hembras tienen un plumaje menos brillante, las manchas anaranjadas del cuello más pequeñas y la garganta gris. Las aves sureñas de la subespecie fulgentissima tienen el plumaje bastante diferentes, con la mancha en la corona amarilla, mancha en el pescuezo rojo brillante y la garganta de color violeta profundo, así como las partes medio inferiores.

## Sistemática

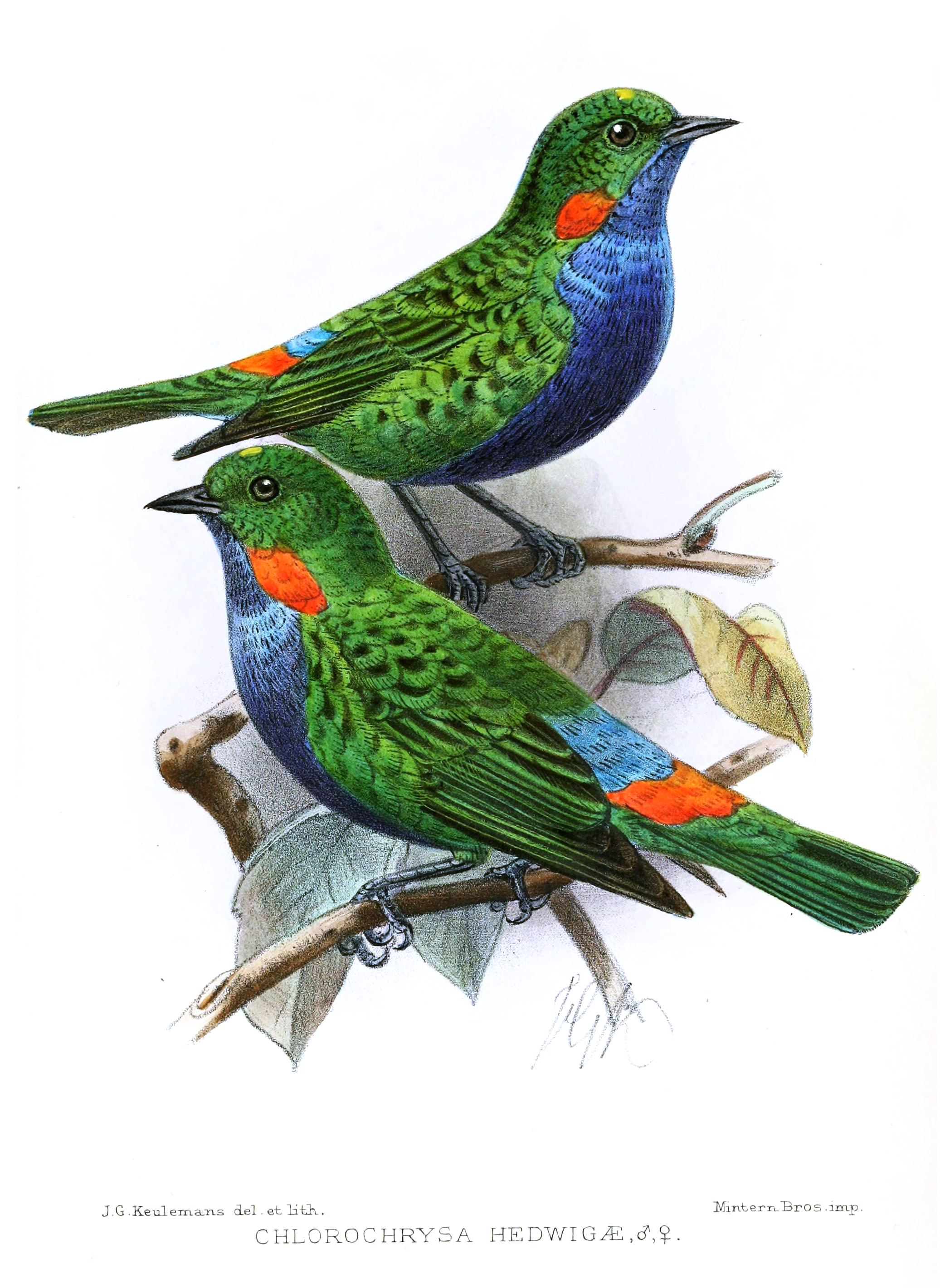
Chlorochrysa hedwigae = Chlorochrysa calliparaea fulgentissima,ilustración de Keulemans para The Ibis, 1901.

### Descripción original
La especie C. calliparaea fue descrita por primera vez por el ornitólogo suizo Johann Jakob von Tschudi en 1844 bajo el nombre científico Callospiza calliparaea; su localidad tipo es: «“bosque Chinchón”, Junín, Perú».

### Etimología
El nombre genérico masculino «Chlorocrysa» se compone de las palabras griegas «khlōros»: verde, y «khrusos»: dorado; en referencia al colorido de las especies; y el nombre de la especie «calliparaea» se compone de las palabras griegas «kallos»: hermoso, y «pareia»: mejilla.

### Taxonomía
Los amplios estudios filogenéticos recientes demuestran que la presente especie es hermana de Chlorochrysa nitidissima, y el par formado por ambas es hermano de Chlorochrysa phoenicotis.
Las clasificaciones Aves del Mundo (HBW) y Birdlife International (BLI) consideran a la subespecie C. calliparaea fulgentissima, como una especie separada, la tangara gorgiazul (Chlorochrysa fulgentissima), con base en diferencias morfológicas de plumaje. Esta separación no es seguida todavía por otras clasificaciones.

### Subespecies
Según las clasificaciones del Congreso Ornitológico Internacional (IOC) y Clements Checklist/eBird v.2019 se reconocen tres subespecies, con su correspondiente distribución geográfica:
- Grupo politípico calliparaea/bourcieri:
  - Chlorochrysa calliparaea bourcieri (Bonaparte), 1851 – pendiente occidental de los Andes orientales de Colombia al noreste de Perú.
  - Chlorochrysa calliparaea calliparaea (Tschudi), 1844 – Andes subtropicales del centro oriental de Perú.

- Grupo monotípico fulgentissima:
  - Chlorochrysa calliparaea fulgentissima Chapman, 1901 – Andes del sureste de Perú (Cuzco) al oeste de Bolivia.